# Shawn Thornton
Shawn Thornton, född 23 juli 1977 i Oshawa, Ontario, Kanada, är en kanadensisk professionell ishockeyforward.
Thornton spelar för Florida Panthers i NHL. Han har tidigare spelat på NHL–nivå för Chicago Blackhawks, Anaheim Ducks och Boston Bruins och på lägre nivåer för St. John's Maple Leafs, Norfolk Admirals och Portland Pirates i AHL och Peterborough Petes i OHL.
Shawn Thornton valdes som 190:e spelare totalt av Toronto Maple Leafs i 1997 års NHL-draft. Han representerade dock aldrig Maple Leafs utan gjorde istället debut i NHL för Blackhawks säsongen 2002–2003. Han hoppade mellan NHL och AHL tills säsongen 2006–2007 då han fick en mer permanent NHL-plats med Ducks.
Thornton kom till Ducks samma säsong som de vann Stanley Cup och fick sitt namn ingraverat på pokalen. Han spelade 15 matcher för Ducks under slutspelet 2007 och registrerades för 19 utvisningsminuter.
1 juli 2007 skrev Thornton på ett mångårigt kontrakt med Bruins som obegränsad free agent. Säsongen 2010–2011 vann han Stanley Cup med Bruins. På 18 slutspelsmatcher för Bruins 2011 gjorde han 1 assist och samlade på sig 24 utvisningsminuter.

## Statistik

### Klubbkarriär
| 1994–1995  | Oshawa Kiwanis         | ETA        | 43  | 8  | 19  | 27  | 113  | —  | — | — | — | —  |
| 1995–1996  | Peterborough Petes     | OHL        | 63  | 4  | 10  | 14  | 192  | 24 | 3 | 0 | 3 | 25 |
| 1996–1997  | Peterborough Petes     | OHL        | 61  | 19 | 10  | 29  | 204  | 11 | 2 | 4 | 6 | 20 |
| 1997–1998  | St. John's Maple Leafs | AHL        | 59  | 0  | 3   | 3   | 225  | —  | — | — | — | —  |
| 1998–1999  | St. John's Maple Leafs | AHL        | 78  | 8  | 11  | 19  | 354  | 5  | 0 | 0 | 0 | 9  |
| 1999–2000  | St. John's Maple Leafs | AHL        | 60  | 4  | 12  | 16  | 316  | —  | — | — | — | —  |
| 2000–2001  | St. John's Maple Leafs | AHL        | 79  | 5  | 12  | 17  | 320  | 3  | 1 | 2 | 3 | 2  |
| 2001–2002  | Norfolk Admirals       | AHL        | 70  | 8  | 14  | 22  | 281  | 4  | 0 | 0 | 0 | 4  |
| 2002–2003  | Chicago Blackhawks     | NHL        | 13  | 1  | 1   | 2   | 31   | —  | — | — | — | —  |
|            | Norfolk Admirals       | AHL        | 50  | 11 | 2   | 13  | 213  | 9  | 0 | 2 | 2 | 28 |
| 2003–2004  | Chicago Blackhawks     | NHL        | 8   | 1  | 0   | 1   | 23   | —  | — | — | — | —  |
|            | Norfolk Admirals       | AHL        | 64  | 6  | 11  | 17  | 259  | 8  | 1 | 2 | 3 | 6  |
| 2004–2005  | Norfolk Admirals       | AHL        | 71  | 5  | 9   | 14  | 263  | 6  | 0 | 0 | 0 | 8  |
| 2005–2006  | Chicago Blackhawks     | NHL        | 10  | 0  | 0   | 0   | 16   | —  | — | — | — | —  |
|            | Norfolk Admirals       | AHL        | 59  | 10 | 22  | 32  | 192  | 4  | 0 | 0 | 0 | 35 |
| 2006–2007  | Anaheim Ducks          | NHL        | 48  | 2  | 7   | 9   | 88   | 15 | 0 | 0 | 0 | 19 |
|            | Portland Pirates       | AHL        | 15  | 4  | 4   | 8   | 55   | —  | — | — | — | —  |
| 2007–2008  | Boston Bruins          | NHL        | 58  | 4  | 3   | 7   | 74   | 7  | 0 | 0 | 0 | 0  |
| 2008–2009  | Boston Bruins          | NHL        | 79  | 6  | 5   | 11  | 123  | 10 | 1 | 0 | 1 | 6  |
| 2009–2010  | Boston Bruins          | NHL        | 74  | 1  | 9   | 10  | 141  | 12 | 0 | 0 | 0 | 4  |
| 2010–2011  | Boston Bruins          | NHL        | 79  | 10 | 10  | 20  | 122  | 18 | 0 | 1 | 1 | 24 |
| 2011–2012  | Boston Bruins          | NHL        | 81  | 5  | 8   | 13  | 154  | 5  | 0 | 0 | 0 | 0  |
| 2012–2013  | Boston Bruins          | NHL        | 45  | 3  | 4   | 7   | 60   | 22 | 0 | 4 | 4 | 18 |
| 2013–2014  | Boston Bruins          | NHL        | 54  | 5  | 2   | 7   | 65   | —  | — | — | — | —  |
| NHL totalt | NHL totalt             | NHL totalt | 549 | 38 | 49  | 87  | 897  | 89 | 1 | 5 | 6 | 77 |
| AHL totalt | AHL totalt             | AHL totalt | 605 | 61 | 100 | 161 | 2478 | 39 | 2 | 6 | 8 | 92 |
| OHL totalt | OHL totalt             | OHL totalt | 124 | 23 | 20  | 43  | 396  | 35 | 5 | 4 | 9 | 45 |